# Novalaise
Pour les articles homonymes, voir Novalaise (homonymie).
Novalaise est une commune française située en Avant-Pays savoyard dans le département de la Savoie, en région Auvergne-Rhône-Alpes.
La commune appartient à la communauté de communes du lac d'Aiguebelette (CCLA).

## Géographie

### Situation

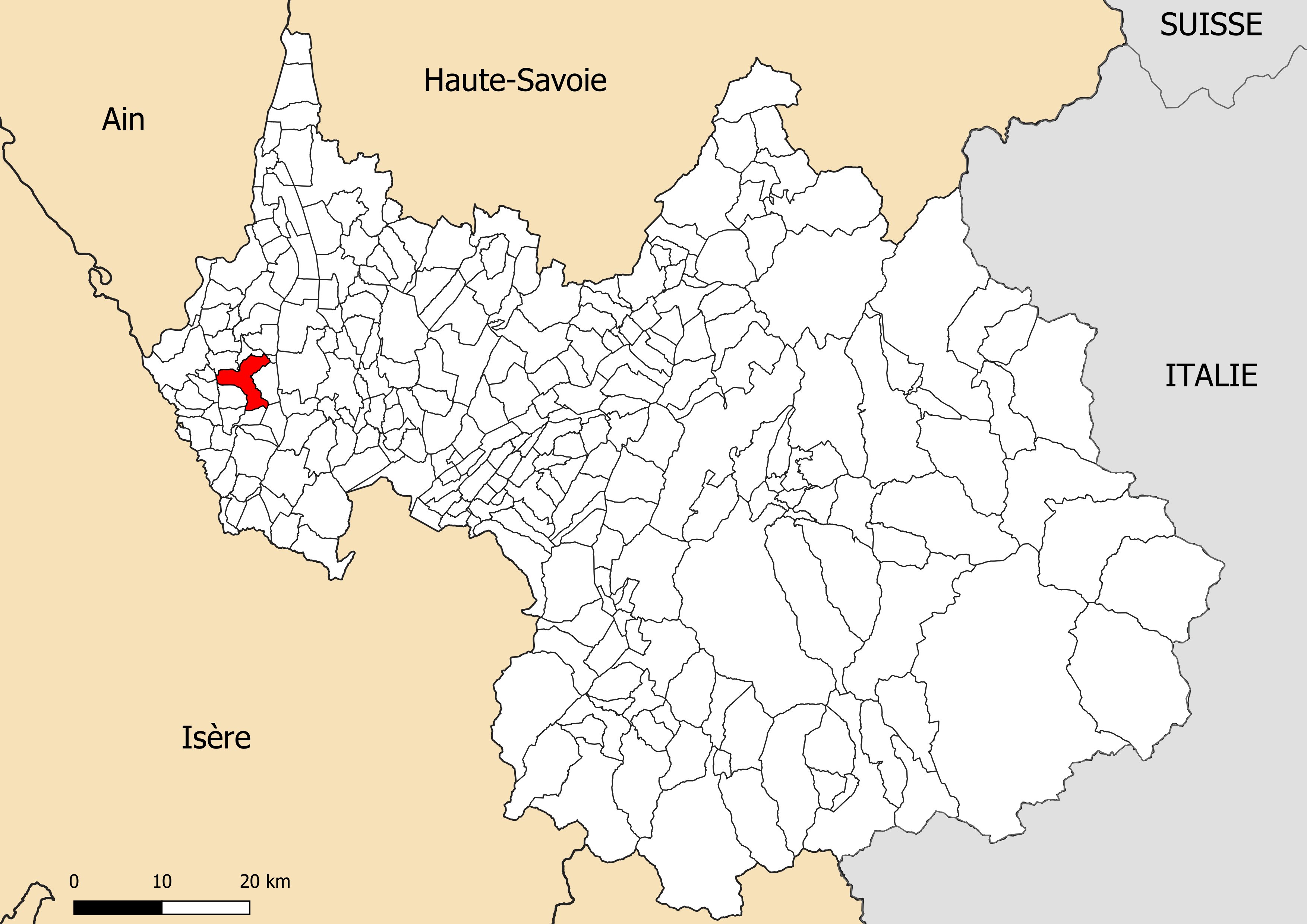
Localisation de Novalaise dans le département de la Savoie.

La commune de Novalaise se situe à l'ouest du département de la Savoie, en région Auvergne-Rhône-Alpes. C'est une commune de l'Avant-Pays savoyard, située à 2 km au nord-ouest du lac d'Aiguebelette et à l'ouest du col de l'Épine, à une altitude de 428 m.
Novalaise est située à 558,89 km par la route au sud-est de Paris-Notre-Dame, point zéro des routes de France, à 90,19 km au sud-est de Lyon, la capitale régionale, à 19,81 km au nord-ouest de Chambéry, préfecture du département et à 75,97 km au nord de Grenoble.
La commune fait partie du bassin de vie de Pont-de-Beauvoisin.

### Communes limitrophes
La commune est entourée du nord à l’ouest, par l'est puis le sud par : Marcieux, Nances, Aiguebelette-le-Lac, Saint-Alban-de-Montbel, Dullin, Ayn, Rochefort, Sainte-Marie-d'Alvey et Gerbaix.
Les communes les plus proches sont : 
Nances (2 km), 
Marcieux (2,2 km), 
Gerbaix (2,6 km), 
Ayn (2,9 km), 
Sainte-Marie-d'Alvey (4 km), 
Rochefort (4,1 km), 
Verthemex (4,1 km), 
Saint-Pierre-d'Alvey (4,6 km), 
Saint-Alban-de-Montbel (4,8 km), 
et Dullin (4,9 km).

### Géologie et relief
La commune de Novalaise se situe à environ 428 mètres d'altitude, Les montagnes environnantes sont :
- Montagne de l'Épine
- Mont Grelle

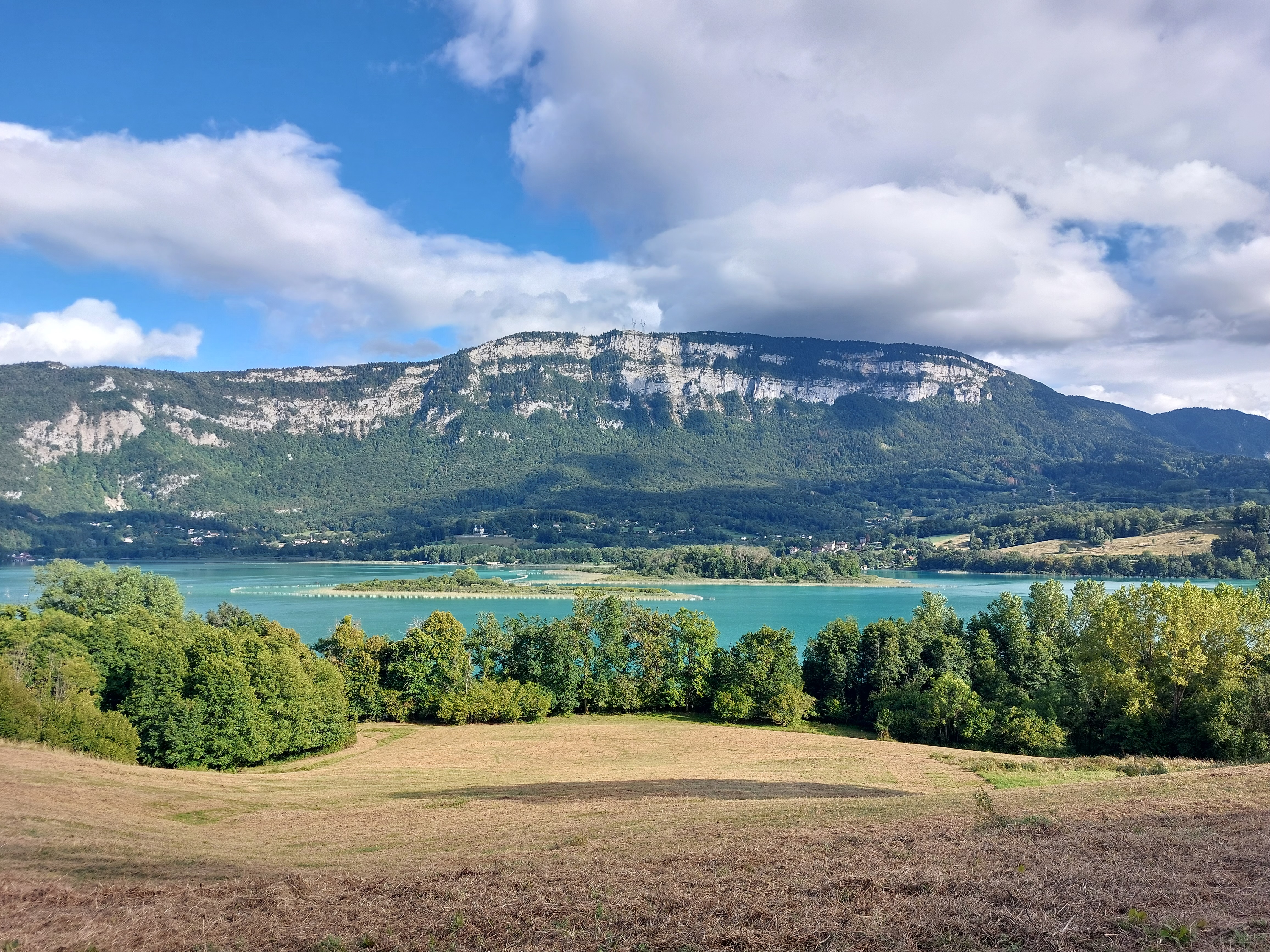
Vue du Mont Grelle depuis Novalaise

A l'Est, se situe la Montagne de l'Épine culminant à environ 987 mètres d'altitude, à l'Ouest se situe le Mont Grêle culminant elle à environ 1427 mètres d'altitude.

Ces montagnes appartiennent au Massif du Jura.

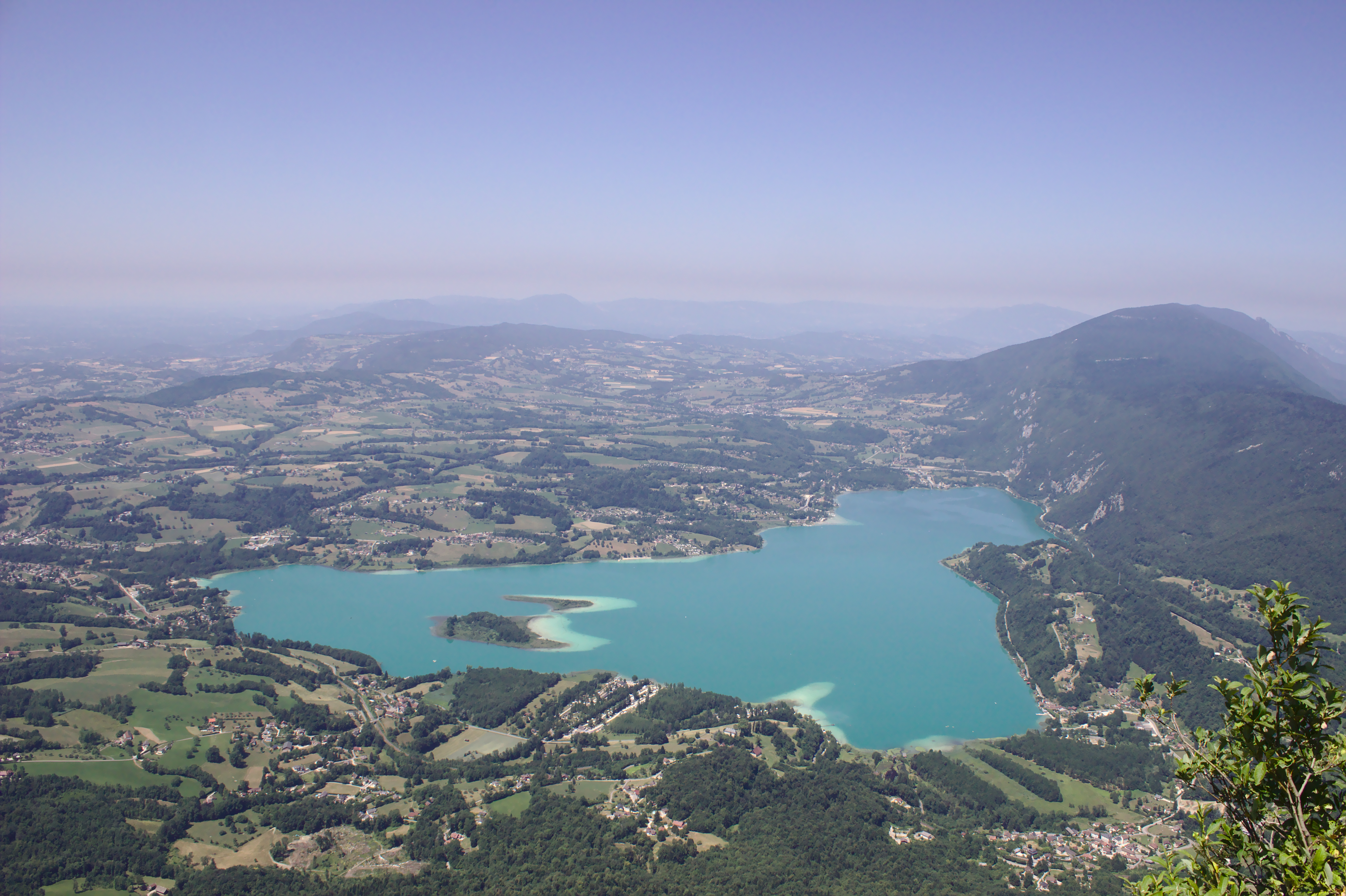
Vue du lac d'Aiguebelette et de chaîne de l'Épine sur la droite de la photo, et Novalaise en arrière plan.

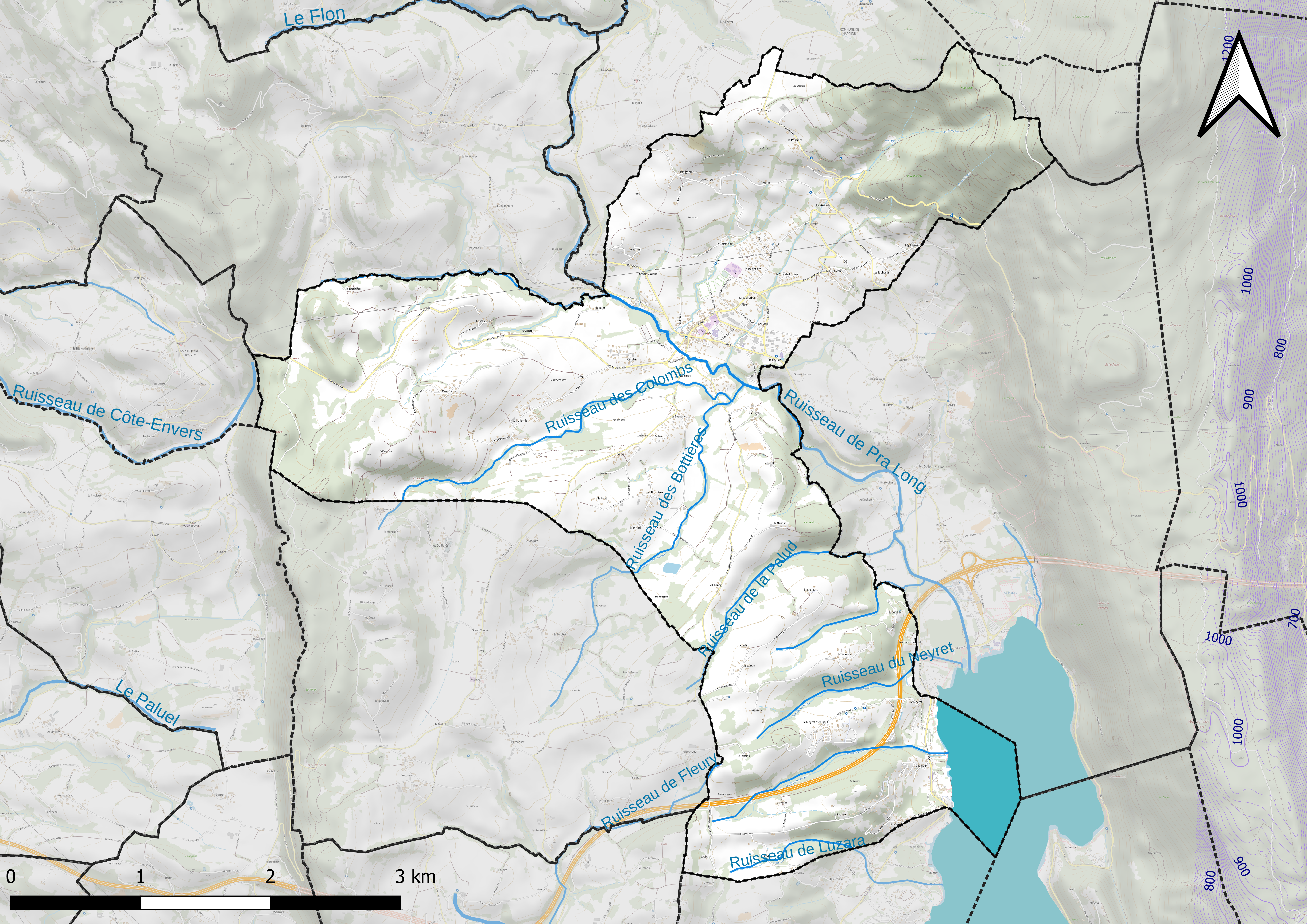
Carte du relief de Novalaise.
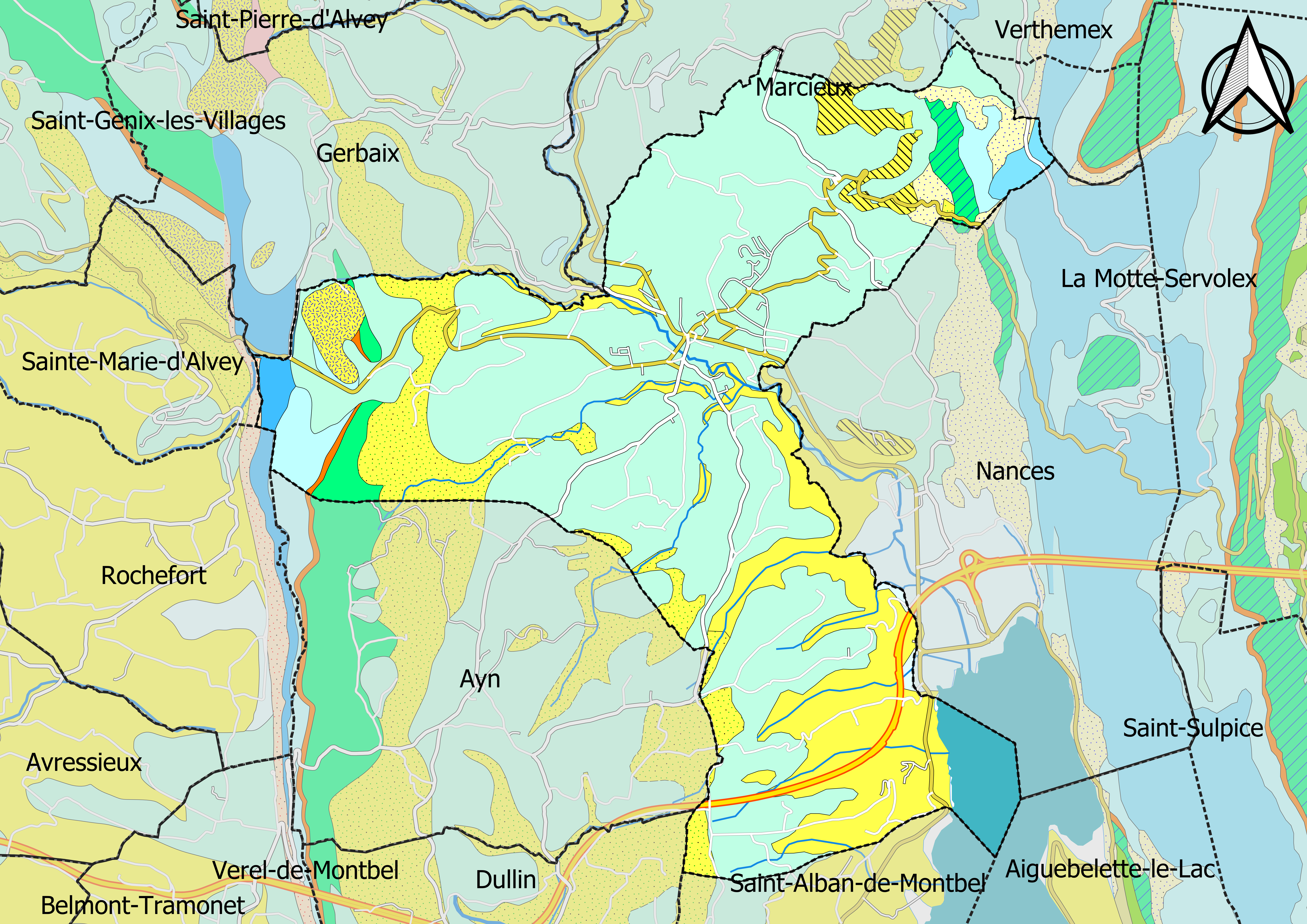
Carte géologique de Novalaise.

|  | E :  | Éboulis actuels à anciens (âge non précisé), localement cônes d'avalanches et éboulis mêlés à moraines. |
|  | Fz : | Alluvions actuelles et récentes, localement plus anciennes                                              |

|  | Ey : | Glacier rocheux, avec bourrelets d'accumulation (bourrelets de glissements ou moraines de névés)                                                                    |
|  | Gy : | Dépôts glaciaires (moraines) principalement du Würm, localement plus tardifs (?) ou plus récents. Dépôts fluvio-glaciaires ou glacio-lacustres localement associés. |

|  | m6 :   | Poudingues et lignites. Messinien                                                                                           |
|  | m3-4 : | Molasse sableuse (= sables siliceux de Pont-de-Beauvoisin). Miocène moyen                                                   |
|  | m2 :   | Molasse calcaire, gréseuse et glauconieuse. Localement Conglomérat à la base, intercalations marneuses. Burdigalien (sup ?) |
|  | m1CG : | Conglomérat à éléments calcaires, cailloux et blocs. Aquitanien                                                             |

|  | n1-2J : | Calcaires micrograveleux parfois gréseux. Jura. Berriasien - Valanginien                                                                |
|  | n1bJ :  | Calcaires clairs et marnes parfois ligniteuses, calcaires de type '-marbre bâtard'-, Jura. Berriasien moyen à Valanginien inférieur (?) |

|  | j7P :     | Faciès purbeckien : calcaires gris-beige, calcaires à '-cailloux noirs'- et marnes vertes. Jura. Tithonien - Berriasien (?)                                          |
|  | j7J :     | Dolomies (et cargneules) et calcaires fins lithographiques, calcaires à tubulures, à Nérinées. Localement au sommet : faciès '-purbeckien'- inclus. Jura. Tithonien. |
|  | j6J :     | Calcaires à polypiers, calcaires en plaquettes ou calcaires pisolithiques. Jura. Kimméridgien                                                                        |
|  | j6bJ(2) : | Calcaires à silex (chailles), calcaires récifaux. Jura. Kimméridgien supérieur                                                                                       |
|  | j6a1 :    | Calcaires marneux ou calcaires à nodules de silex, Jura. Kimméridgien inférieur.                                                                                     |

### Hydrographie

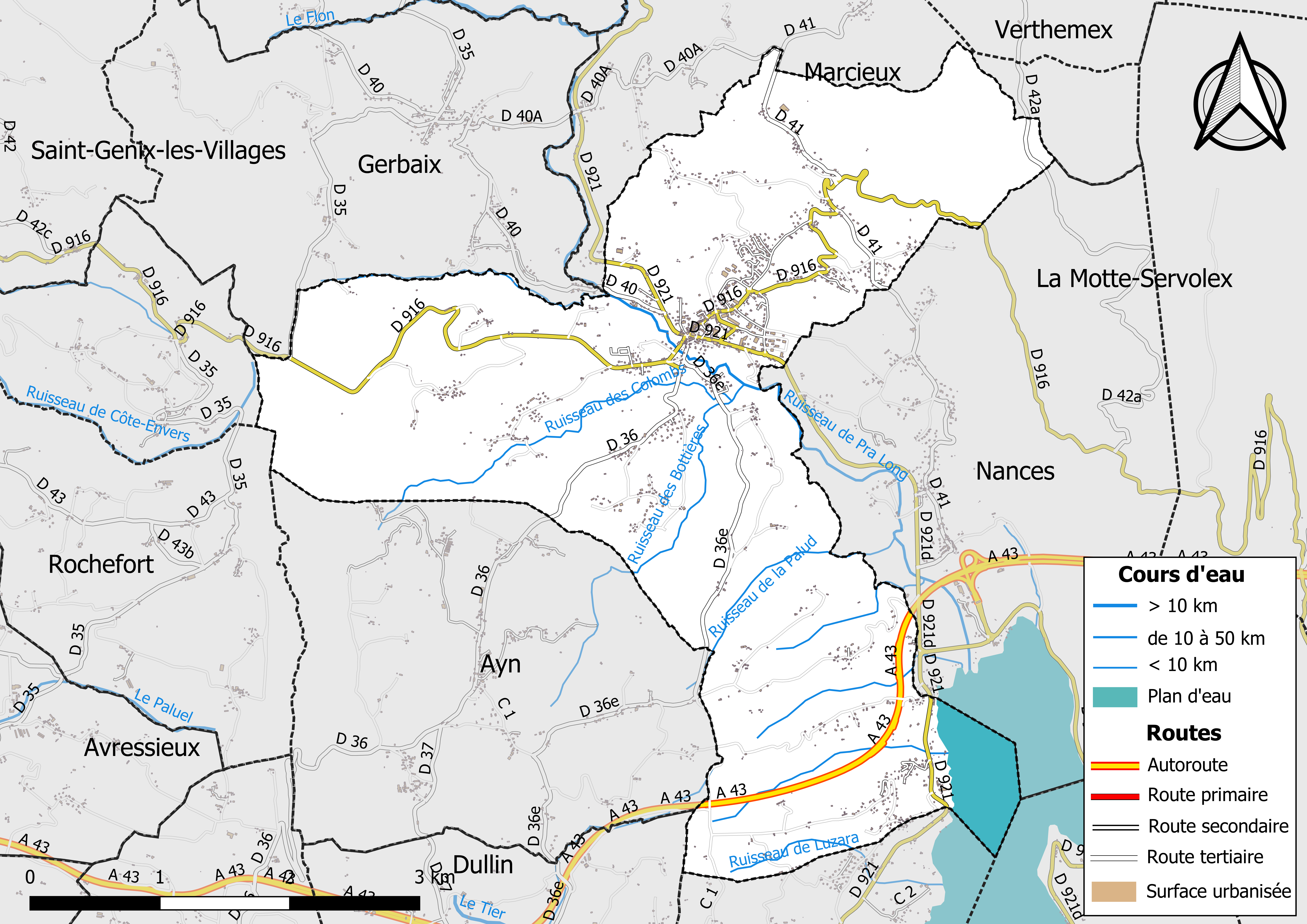
Carte des réseaux hydrographique et routier de Novalaise.

Située sur la rive nord-ouest du lac d'Aiguebelette, Novalaise est traversée par de nombreux ruisseaux qui alimentent ce lac : 
- le ruisseau de Pra Long[10], long de 7,06 km, qui prend sa source dans la commune de Marcieux et se jette dans le lac d'Aiguebelette au niveau de la commune de Nances ;
  - le ruisseau des Bottières[11], affluent du ruisseau de Pra Long, long de 3,38 km, qui prend sa source dans la commune de Ayn et rejoint le Pra long à Novalaise ;
    - le ruisseau des Colombs[12], affluent du ruisseau des Bottières, long de 3,42 km, qui prend sa source dans la commune de Ayn et rejoint le ruisseau des Bottières à Novalaise ;

  - le ruisseau de la Bertinière[13], affluent du ruisseau de Pra Long, long de 2,4 km, qui prend sa source dans la commune de Gerbaix et rejoint le Pra long à Novalaise en marquant sur une partie de son parcours la limite entre ces deux communes ;
  - le ruisseau de la Palud[14], affluent du ruisseau de Pra Long, long de 2,22 km, qui prend sa source dans la commune de Ayn et rejoint le Pra long au niveau de la commune de Nances ;
  - le ruisseau du Commun[15], affluent du ruisseau de Pra Long, long de 1,46 km, qui prend sa source dans la commune de Novalaise et rejoint le Pra long au niveau de la commune de Nances ;
- le ruisseau de Jeanjoux[16], tributaire du lac d'Aiguebelette, long de 1,99 km, qui prend sa source dans la commune de Novalaise et rejoint le lac au niveau de cette commune ;
- le ruisseau du Luzara[17], tributaire du lac d'Aiguebelette, long de 1,89 km, qui prend sa source dans la commune de Novalaise et rejoint le lac au niveau de la commune de Saint-alban-de-montbel ;
- le ruisseau du Neyret[18], tributaire du lac d'Aiguebelette, long de 1,86 km, qui prend sa source dans la commune de Novalaise et rejoint le lac au niveau de la commune de Nances.

### Climat
Pour des articles plus généraux, voir Climat d'Auvergne-Rhône-Alpes et Climat de la Savoie.
En 2010, le climat de la commune est de type climat des marges montargnardes, selon une étude du Centre national de la recherche scientifique s'appuyant sur une série de données couvrant la période 1971-2000. En 2020, Météo-France publie une typologie des climats de la France métropolitaine dans laquelle la commune est exposée à un climat de montagne ou de marges de montagne et est dans la région climatique Alpes du nord, caractérisée par une pluviométrie annuelle de 1 200 à 1 500 mm, irrégulièrement répartie en été.
Pour la période 1971-2000, la température annuelle moyenne est de 10,8 °C, avec une amplitude thermique annuelle de 18,5 °C. Le cumul annuel moyen de précipitations est de 1 428 mm, avec 10,2 jours de précipitations en janvier et 8,2 jours en juillet. Pour la période 1991-2020, la température moyenne annuelle observée sur la station météorologique installée sur la commune est de 10,9 °C et le cumul annuel moyen de précipitations est de 1 443,4 mm,. Pour l'avenir, les paramètres climatiques de la commune estimés pour 2050 selon différents scénarios d'émission de gaz à effet de serre sont consultables sur un site dédié publié par Météo-France en novembre 2022.
| Mois                                  | jan.           | fév.           | mars            | avril           | mai           | juin          | jui.          | août           | sep.          | oct.            | nov.           | déc.           | année     |
| ------------------------------------- | -------------- | -------------- | --------------- | --------------- | ------------- | ------------- | ------------- | -------------- | ------------- | --------------- | -------------- | -------------- | --------- |
| Température minimale moyenne (°C)     | −2             | −1,8           | 1,1             | 3,9             | 8             | 11,5          | 13,2          | 13             | 9,6           | 6,5             | 1,9            | −1,2           | 5,3       |
| Température moyenne (°C)              | 1,9            | 3              | 6,9             | 10,3            | 14,4          | 18,2          | 20,2          | 19,9           | 15,7          | 11,5            | 6              | 2,5            | 10,9      |
| Température maximale moyenne (°C)     | 5,8            | 7,8            | 12,7            | 16,7            | 20,8          | 24,9          | 27,3          | 26,9           | 21,7          | 16,5            | 10,1           | 6,1            | 16,4      |
| Record de froid (°C) date du record   | −25 07.01.1985 | −18,1 05.02.12 | −15,4 01.03.05  | −8,5 13.04.1986 | −2 05.05.1991 | 1 07.06.1986  | 4 05.07.1984  | 2,5 30.08.1986 | −1 30.09.1995 | −6,5 31.10.1997 | −12,1 27.11.05 | −17,8 20.12.09 | −25 1985  |
| Record de chaleur (°C) date du record | 20,3 10.01.15  | 22 08.02.1972  | 26,5 21.03.1990 | 29,4 30.04.05   | 32,7 24.05.09 | 37,1 27.06.19 | 39 10.07.1968 | 39,5 13.08.03  | 33 14.09.1987 | 29 09.10.23     | 24,6 08.11.15  | 21 16.12.1989  | 39,5 2003 |
| Précipitations (mm)                   | 111,3          | 95,3           | 111             | 115,1           | 136,7         | 120,7         | 116,8         | 108,4          | 125,5         | 134             | 138,5          | 130,1          | 1 443,4   |

## Urbanisme

### Typologie
Au 1er janvier 2024, Novalaise est catégorisée commune rurale à habitat dispersé, selon la nouvelle grille communale de densité à sept niveaux définie par l'Insee en 2022.
Elle est située hors unité urbaine. Par ailleurs la commune fait partie de l'aire d'attraction de Chambéry, dont elle est une commune de la couronne,. Cette aire, qui regroupe 115 communes, est catégorisée dans les aires de 200 000 à moins de 700 000 habitants,.

### Occupation des sols
L'occupation des sols de la commune, telle qu'elle ressort de la base de données européenne d’occupation biophysique des sols Corine Land Cover (CLC), est marquée par l'importance des territoires agricoles (65,4 % en 2018), une proportion sensiblement équivalente à celle de 1990 (66,1 %). La répartition détaillée en 2018 est la suivante : 
prairies (43,19 %), forêts (25,48 %), zones agricoles hétérogènes (21,84 %), zones urbanisées (6,24 %), eaux continentales (2,88 %), terres arables (0,35 %).
| Type d’occupation | 1990        | 1990    | 2018        | 2018    | Bilan     |
| --- | ----------- | ------- | ----------- | ------- | --------- |
| Territoires artificialisés (zones urbanisées, zones industrielles ou commerciales et réseaux de communication, mines, décharges et chantiers, espaces verts artificialisés ou non agricoles) | 73,56 ha    | 4,55 %  | 101,03 ha   | 6,25 %  | 27,46 ha  |
| Territoires agricoles (terres arables, cultures permanentes, prairies, zones agricoles hétérogènes)                                                                                          | 1 067,94 ha | 66,08 % | 1 056,64 ha | 65,38 % | −11,31 ha |
| Forêts et milieux semi-naturels (forêts, milieux à végétation arbustive et/ou herbacée, espaces ouverts sans ou avec peu de végétation)                                                      | 427,90 ha   | 26,48 % | 411,75 ha   | 25,48 % | −16,16 ha |
| Surfaces en eau (eaux continentales, eaux maritimes) | 46,62 ha    | 2,88 %  | 46,62 ha    | 2,88 %  | 0 ha      |

L'IGN met par ailleurs à disposition un outil en ligne permettant de comparer l’évolution dans le temps de l’occupation des sols de la commune (ou de territoires à des échelles différentes). Plusieurs époques sont accessibles sous forme de cartes ou photos aériennes : la carte de Cassini (XVIIIe siècle), la carte d'état-major (1820-1866) et la période actuelle (1950 à aujourd'hui).

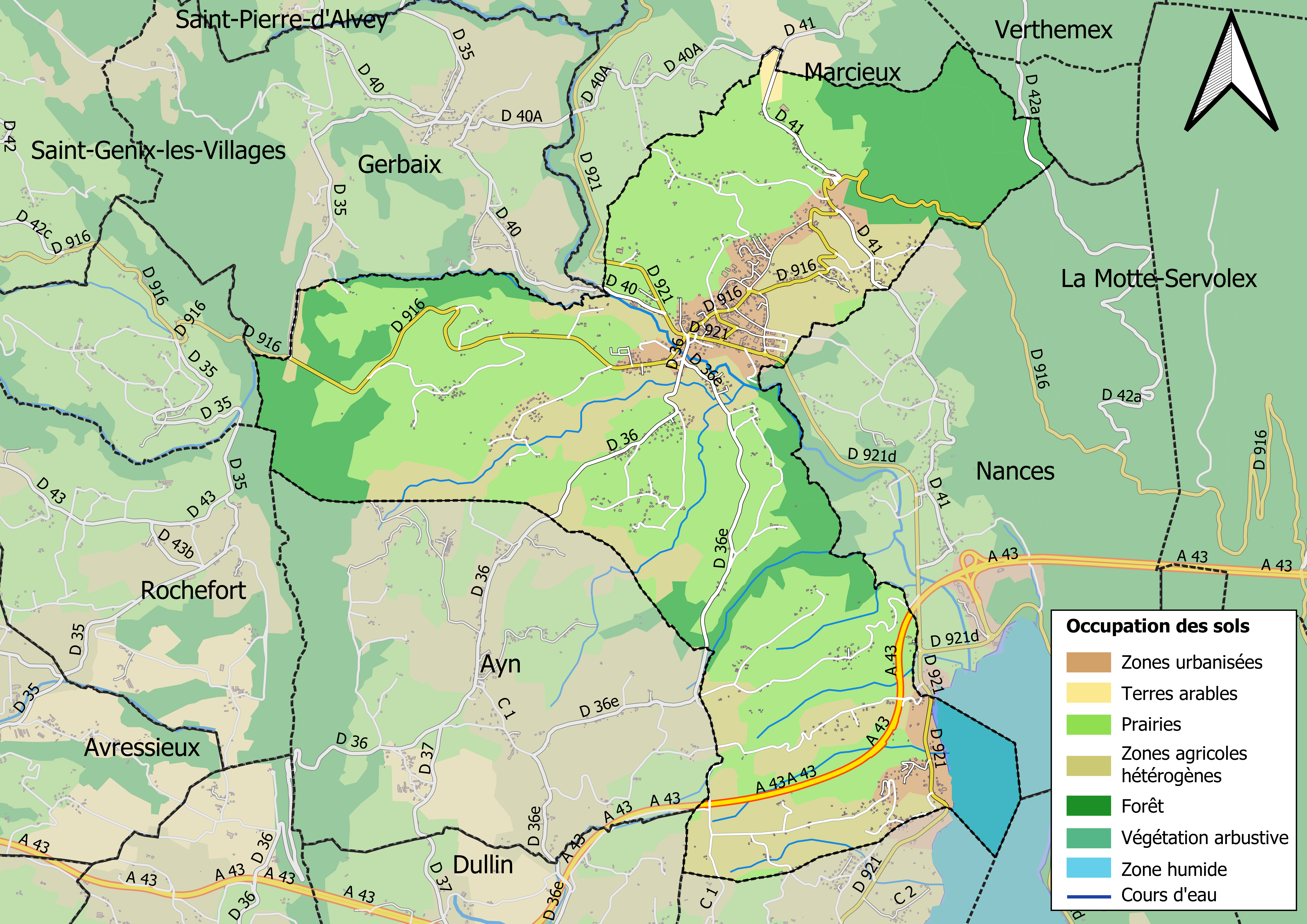
Carte des infrastructures et de l'occupation des sols en 2018 (CLC) de la commune.
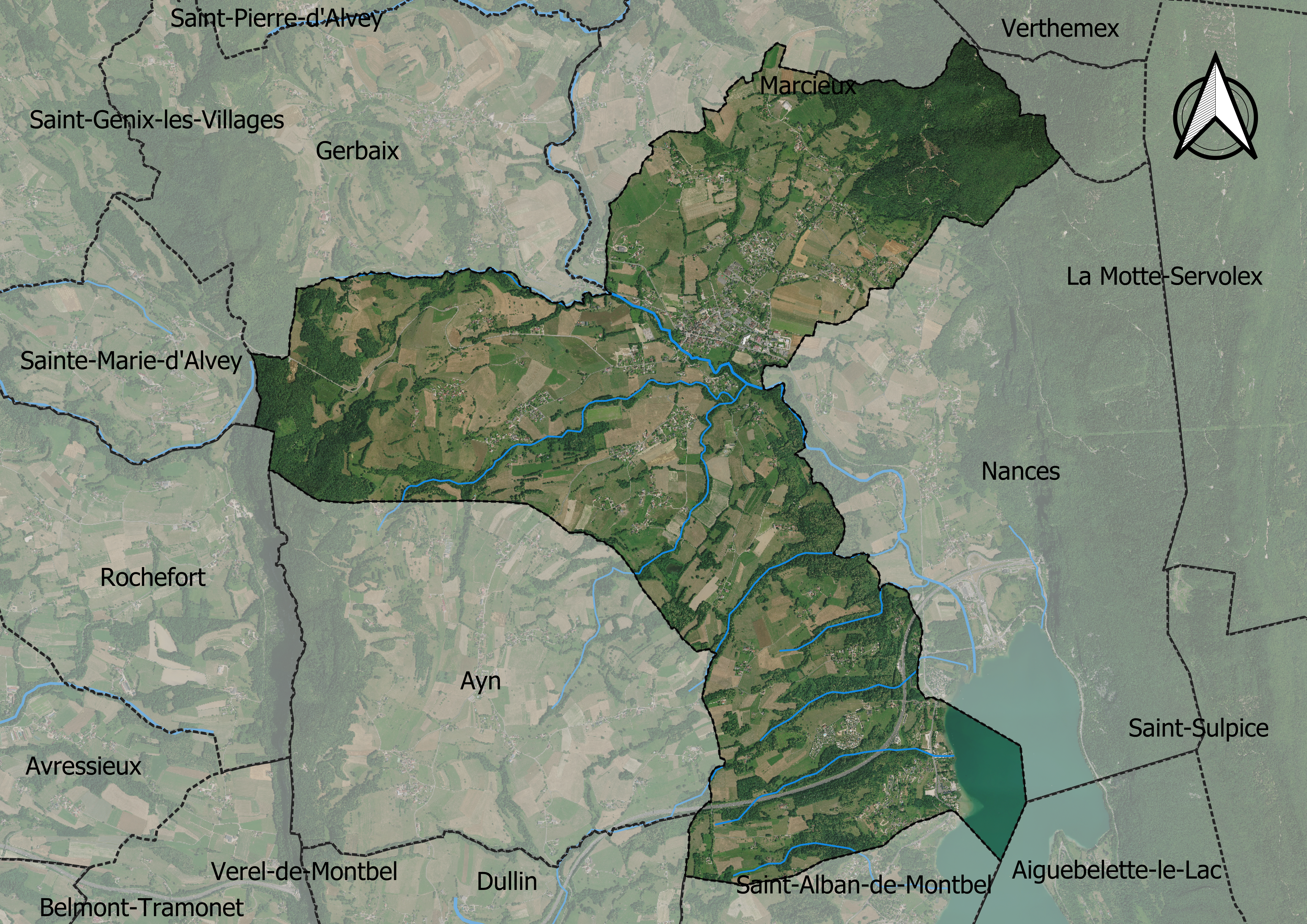
Carte orthophotogrammétrique de la commune.

### Lieux-dits et écarts

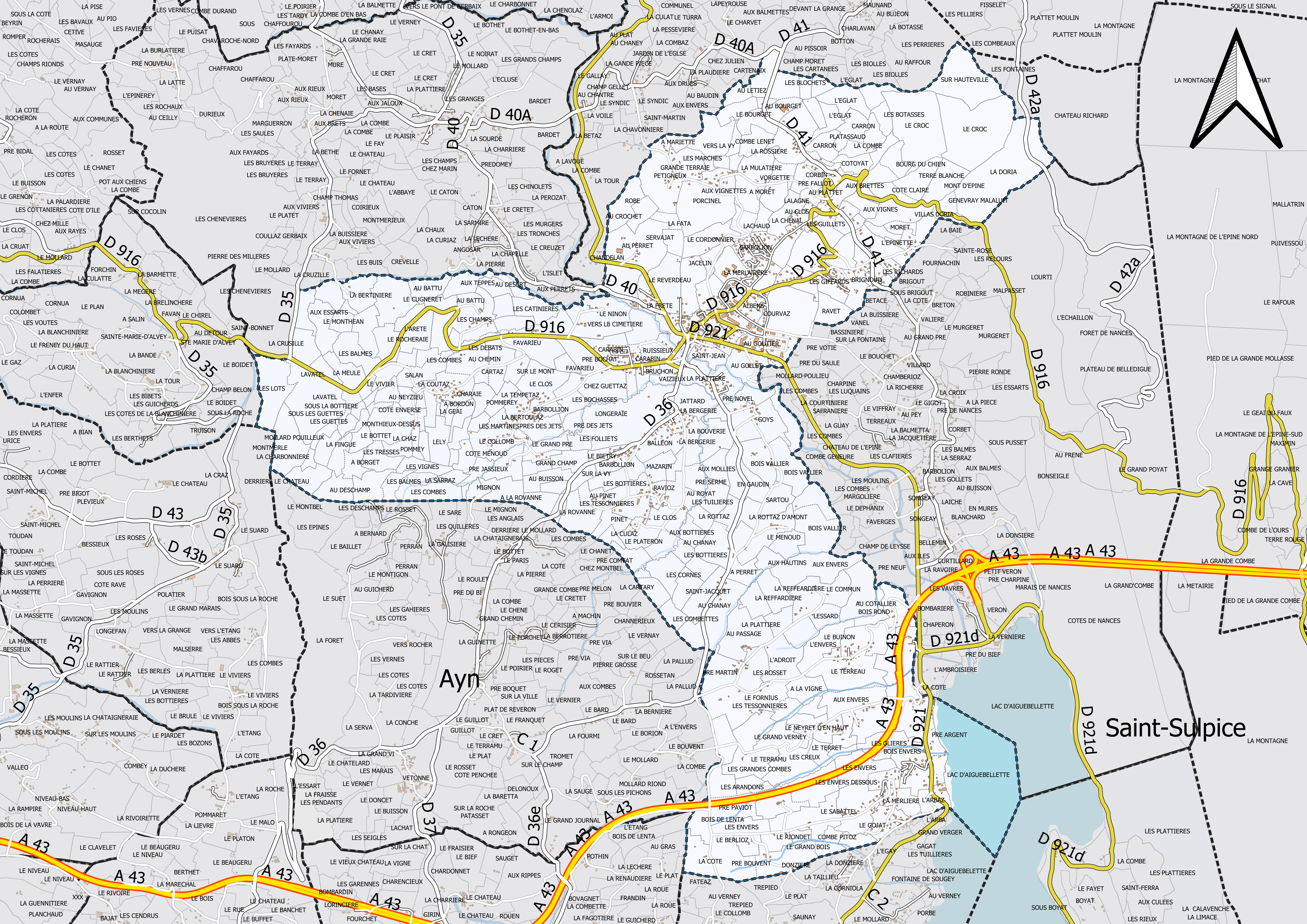
Carte du cadastre de la commune de Novalaise.

La commune compte 314  lieux-dits administratifs répertoriés consultables ici (source : le fichier Fantoir).

### Logement
En 2018, le nombre total de logements dans la commune était de 1079 alors qu'il était de 1032 en 2008, 957 en 2008, 773 en 1999 et de 695 en 1990. Parmi ces logements, 82,0 % étaient des résidences principales, 10,2 % des résidences secondaires et 7,9 % des logements vacants. Ces logements étaient pour 79,5 % d'entre eux des maisons individuelles et pour 20 % des appartements.
La part des ménages fiscaux propriétaires de leur résidence principale s’élevait en 2018 à 73,5 % contre 24,6 % de locataires et 1,9 % logés gratuitement,.

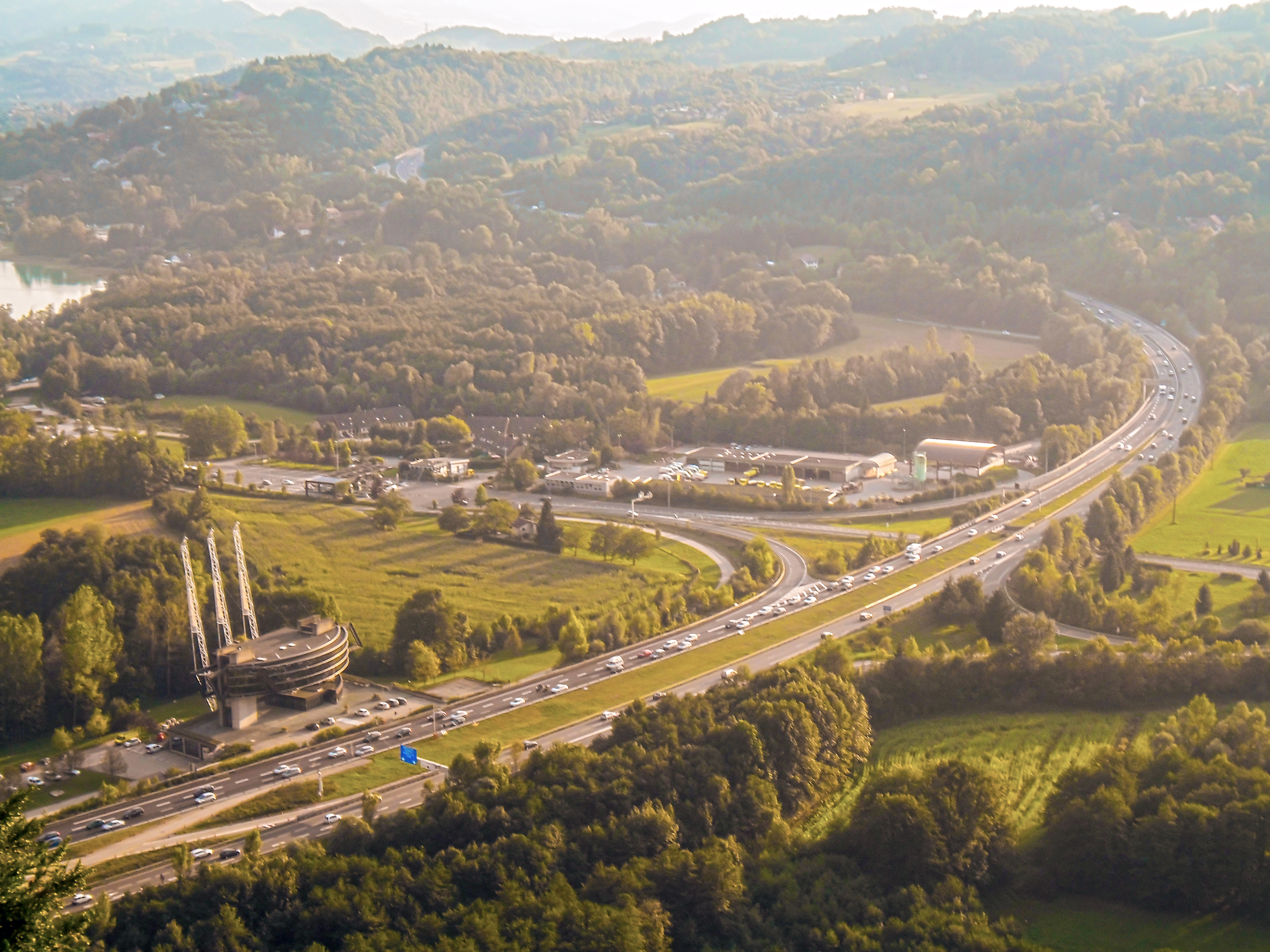
Autoroute A43 desservant Novalaise

### Voies de communication et transports

#### Voies routières

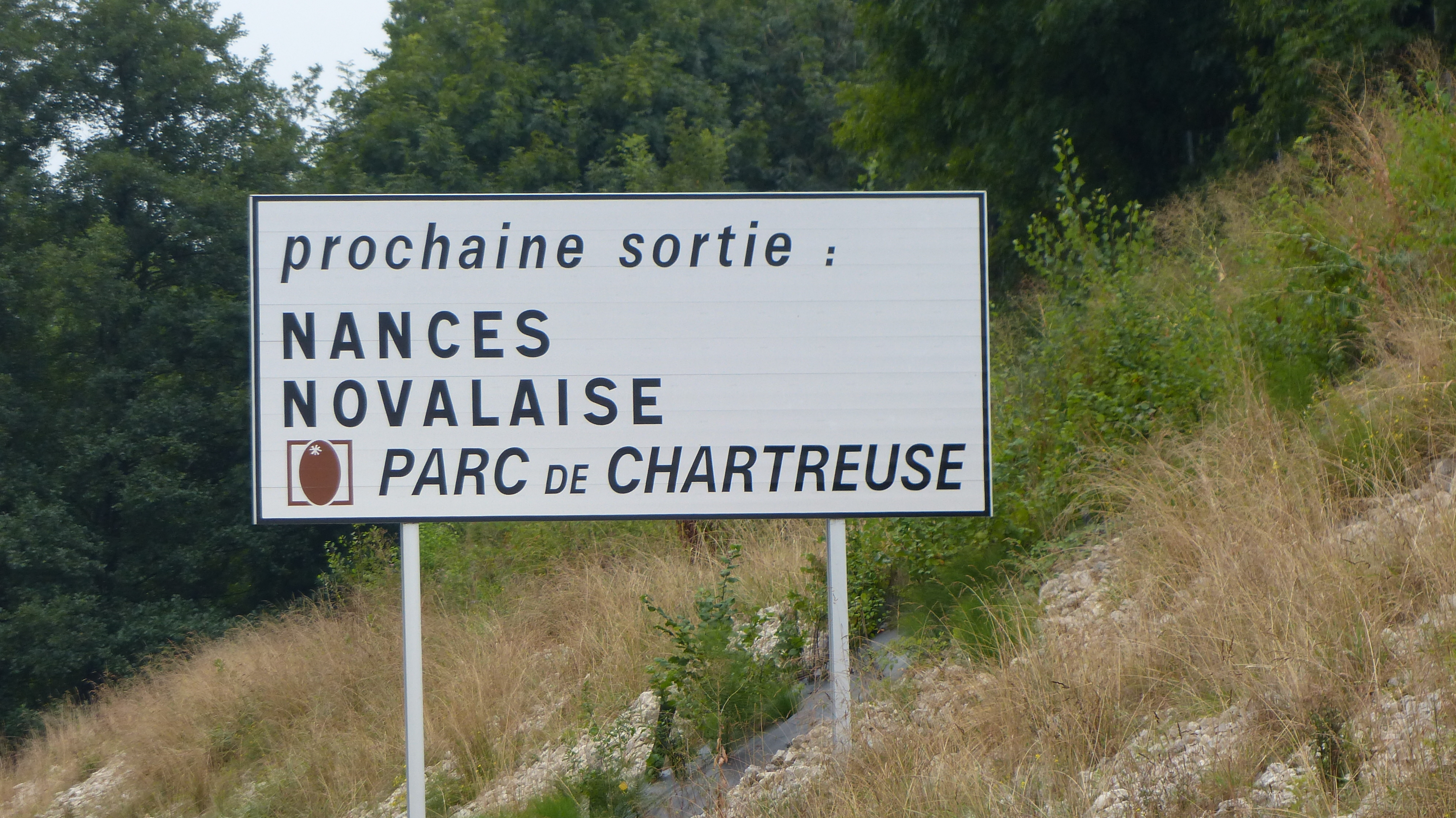
Annonce de la sortie no 12 de l'autoroute A43, donnant accès à Novalaise.

Le sud du territoire de la commune est traversé d'ouest en est par l'autoroute A43. Celle-ci est accessible par le diffuseur no 12 (Aiguebelette) situé à 4 km au sud-est de Novalaise. L'A43 donne accès aux aéroports de Chambéry et de Lyon situés respectivement à 20 et 70 km de Novalaise.
Plusieurs routes départementales relient Novalaise aux communes voisines :
- la D 36, vers le sud-ouest en direction de Ayn ;
- la D 36e, vers le sud-ouest en direction de Ayn ;
- la D 40, vers le nord en direction de Gerbaix ;
- la D 41, vers le nord en direction de Marcieux et vers le sud-est en direction de Nances ;
- la D 916, vers l'est (route du col de l'Épine) en direction de La Motte-Servolex via Nances, et vers l'ouest en direction de Sainte-Marie-d'Aley ;
- la D 921, vers le nord en direction de Marcieux, vers le sud-est en direction de Nances et vers le sud en direction de Saint-Alban-de-Montbel.

#### Transport en commun
La ligne S01 du réseau du Réseau interurbain de la Savoie dessert la commune de Novalaise. Cette ligne relie Sain-Alban-de-Montbel à la gare routière de Chambéry ainsi que les lycées Gaspard Monge et Louis Armand.
La gare la plus proche est celle de Lépin-le-lac - La Bauche, à 8 km de Novalaise, située sur la ligne de Saint-André-le-Gaz à Chambéry et desservie par des trains TER Auvergne-Rhône-Alpes.

## Toponymie
La première mention du toponyme est de Novalesia dans une donation en 1308 du comte Amédée V de Savoie au seigneur Guillaume III de Montbel,. On trouve plus tard Novalisia en 1371, puis Novalesieum en 1581. Un siècle plus tard, le nom de la paroisse est attesté sous la forme Parrochia de Novaleise. Selon les différentes sources, en 1730 et 1738, le toponyme connaît différentes graphies Nonvalèse, Nouvalaise, Novalèze, Novalèse, ainsi qu'un déterminant complémentaire Novalaise en Savoye, Novalèze en Savoye.
Théodore Fivel (1828-1894), architecte, voyait dans le toponyme un dérivé de *nova Alesia, le site de l'Alésia de César. Cette hypothèse est écartée par les toponymistes.
Le toponyme est un dérivé du latin novale ou novales, que l'on peut traduire par « terre nouvellement défrichée », suivi du suffixe gaulois et latin -itia,,,.
Homonymie avec Neulise (Loire, de Novalisio XIe siècle) et avec Novalaise (Italie, sous le Mont-Cenis, Novalesa en italien).
En francoprovençal, le nom de la commune s'écrit Novalaze, selon la graphie de Conflans.

## Histoire
Au XIIe siècle, les moines de Tamié établissent une grange dite de « L'Espine », sur la paroisse de Saint-Jean-de-Novalaise. Celle-ci est citée en 1171 par une bulle du pape Alexandre III.
La seigneurie l'Epine-Montbel, qui comprend la montagne de l'Épine appartient aux sieurs de Montbel, qui possédait un château, Castrum Montisbelli, citée dès le XIIIe siècle. En ruines depuis le XIVe siècle, le site de Montbel est devenu un hameau de la commune. Le bailliage de la Novalaise, au XIIIe siècle, comportait 7 châtellenies et 41 paroisses dans le Bugey Savoyard (devenu Avant-Pays savoyard) et 22 dans le Dauphiné avec pour chef-lieu Voiron.
La paroisse obtient des comtes de Savoie l'autorisation pour un marché le mercredi (1308) ainsi que l'établissement d'une foire deux fois par an (1371).

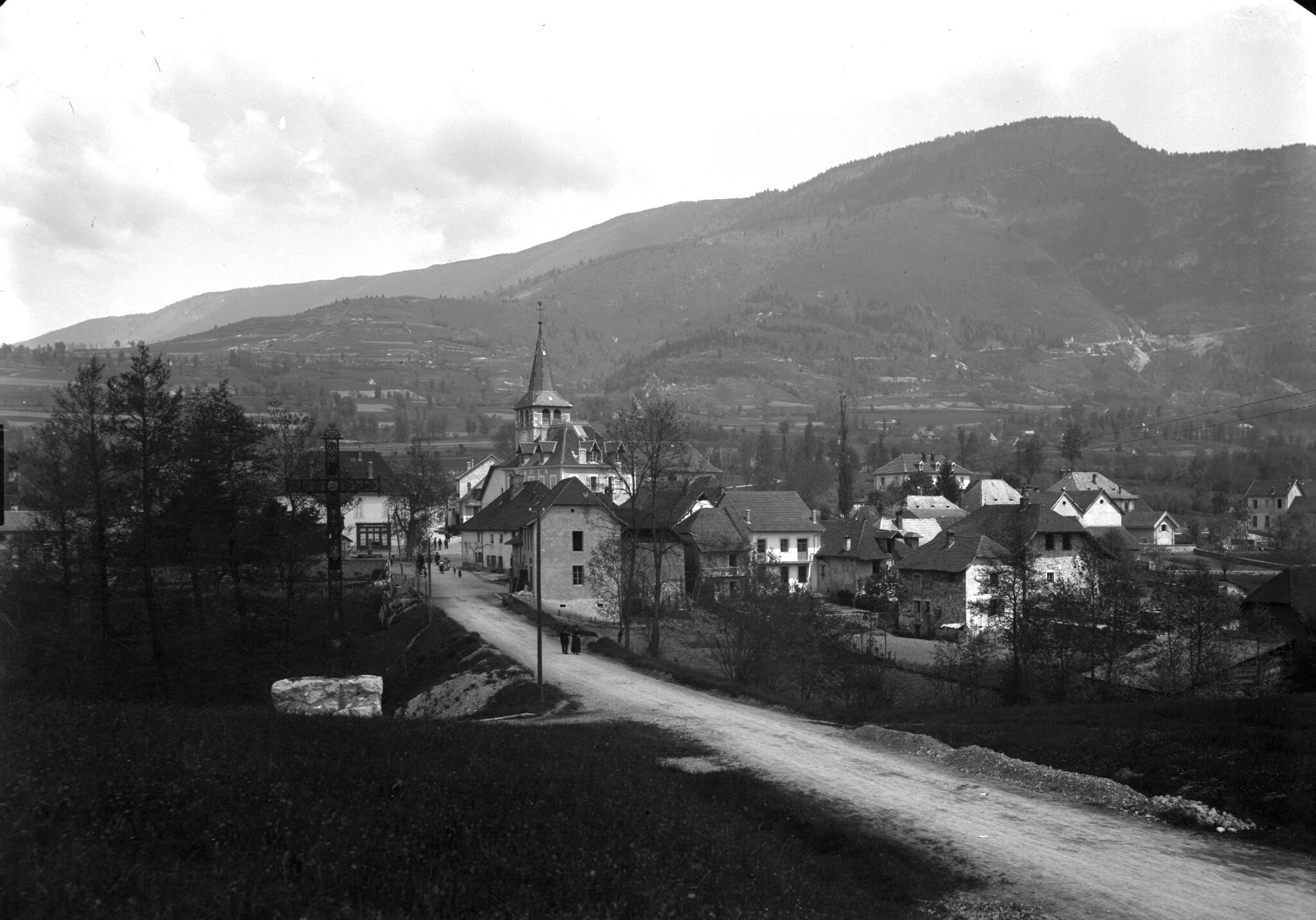
Vue générale de Novalaise au XXe Siècle

La commune a été un chef-lieu de canton en 1792 lors du rattachement à la France, jusqu’en 1816, regroupant 8 communes : Ayn, Dullin, Gerbaix, Marcieux, Nances (qui fusionne avec Novalaise de 1803 à 1858), Saint-Alban-de-Montbel, Saint-Pierre-d'Alvey et Verthemex. En 1816, avec le retour à la Savoie, le canton de Novalaise est démantelé pour permettre l’extension du canton de Pont-de-Beauvoisin, du canton de Saint-Genix-sur-Guiers et du canton de Yenne. En 1870, la commune fait une demande au conseil général de Savoie pour retrouver sa fonction, mais obtient une réponse négative. Petit à petit la commune perd toutes ses fonctions de commandements.
Le village possède un marché hérité des anciennes foires du XIIIe siècle, qui se sont transformées en marché du jeudi (1925, mais abandonné), puis du dimanche (sur l’initiative d’un fromager chambérien en 1945), se dédoublant en marché du mercredi.

## Politique et administration

### Découpage territorial
La commune fait partie de la communauté de communes du lac d'Aiguebelette.

### Liste des maires

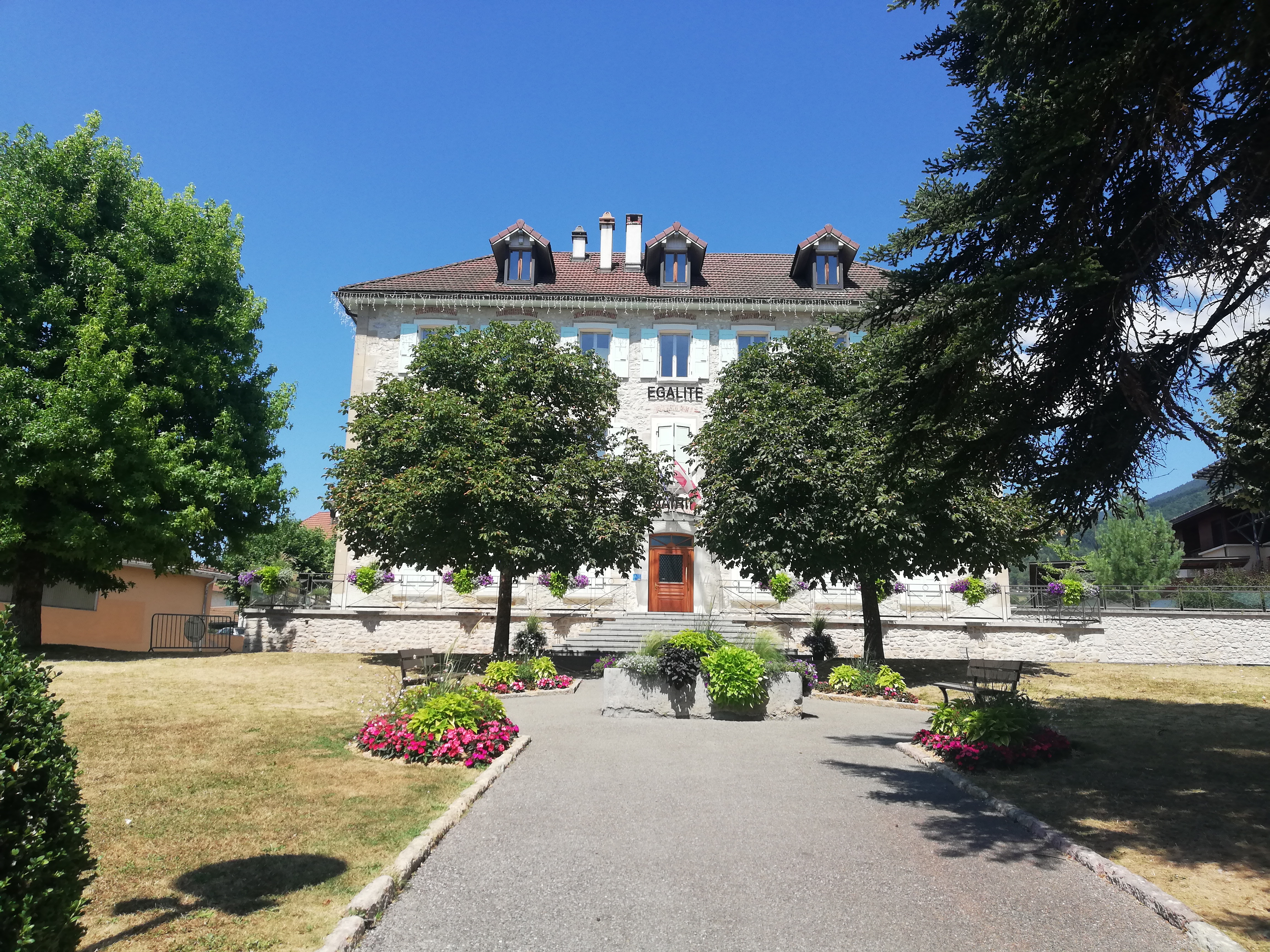
Mairie de Novalaise

| Période                                  | Période   | Identité            | Étiquette | Qualité |
| ---------------------------------------- | --------- | ------------------- | --------- | --- |
| Les données manquantes sont à compléter. |           |                     |           | |
| 1805                                     | 1806      | Chatelain           |           | |
| ...                                      | ...       | Joseph Saint-Bonnet | ...       | ... |
| ...                                      | ...       | Nicolas Luquain     | ...       | ... |
| ...                                      | ...       | Jean-Marie Richard  | ...       | ... |
| ...                                      | ...       | Marguerite Duvernay | ...       | ... |
| mars 1959                                | mars 1977 | Victor Novel-Godet  | ...       | ... |
| mars 1977                                | juin 1995 | Robert Laude        | ...       | ... |
| juin 1995                                | mars 2008 | Christiane Bellemin | DVG       | ... |
| mars 2008                                | mai 2020  | Denis Guillermard   | SE        | Ancien dirigeant d'une entreprise de travaux publics Président de la CC du Lac d'Aiguebelette (2014 → 2020) |
| mai 2020                                 | En cours  | Claudine Tavel      | SE        | Chef de bord TGV, ancienne adjointe                                                                         |

## Population et société

### Démographie
Les habitants de la commune sont appelés les Novalesans.
L'évolution du nombre d'habitants est connue à travers les recensements de la population effectués dans la commune depuis 1793. Pour les communes de moins de 10 000 habitants, une enquête de recensement portant sur toute la population est réalisée tous les cinq ans, les populations de référence des années intermédiaires étant quant à elles estimées par interpolation ou extrapolation. Pour la commune, le premier recensement exhaustif entrant dans le cadre du nouveau dispositif a été réalisé en 2005.

En 2022, la commune comptait 2 243 habitants, en évolution de +8,99 % par rapport à 2016 (Savoie : +3,63 %, France hors Mayotte : +2,11 %).
| 1793  | 1800  | 1806  | 1822  | 1838  | 1848  | 1858  | 1861  | 1866  |
| ----- | ----- | ----- | ----- | ----- | ----- | ----- | ----- | ----- |
| 1 441 | 1 589 | 1 725 | 1 817 | 1 867 | 1 717 | 1 544 | 1 558 | 1 615 |

| 1872  | 1876  | 1881  | 1886  | 1891  | 1896  | 1901  | 1906  | 1911  |
| ----- | ----- | ----- | ----- | ----- | ----- | ----- | ----- | ----- |
| 1 576 | 1 469 | 1 476 | 1 435 | 1 382 | 1 367 | 1 273 | 1 209 | 1 184 |

| 1921  | 1926  | 1931  | 1936  | 1946 | 1954 | 1962 | 1968 | 1975 |
| ----- | ----- | ----- | ----- | ---- | ---- | ---- | ---- | ---- |
| 1 018 | 1 045 | 1 024 | 1 000 | 889  | 862  | 779  | 735  | 802  |

| 1982  | 1990  | 1999  | 2005  | 2006  | 2010  | 2015  | 2020  | 2022  |
| ----- | ----- | ----- | ----- | ----- | ----- | ----- | ----- | ----- |
| 1 017 | 1 234 | 1 432 | 1 612 | 1 661 | 1 913 | 2 067 | 2 185 | 2 243 |

### Enseignement
Rattachée à l'académie de Grenoble, la commune dispose d'écoles maternelles et élémentaires publiques, de classes de maternelles et élémentaires au sein de l'école privée Notre-Dame, ainsi qu'un collège public :
- le collège de l'Épine ;
- l'école primaire du Bief-du-Moulin ;
- l'école privée Notre-Dame.

### Sports et loisirs
- BCN - Basket Club Novalaise
- ACLA - Aviron Club du Lac d'Aiguebelette
- ASN - Association Sportive de football de Novalaise
- TCLA - Tennis Club du Lac d'Aiguebelette
- EAL - Entente Athlétique du Lac

### Santé

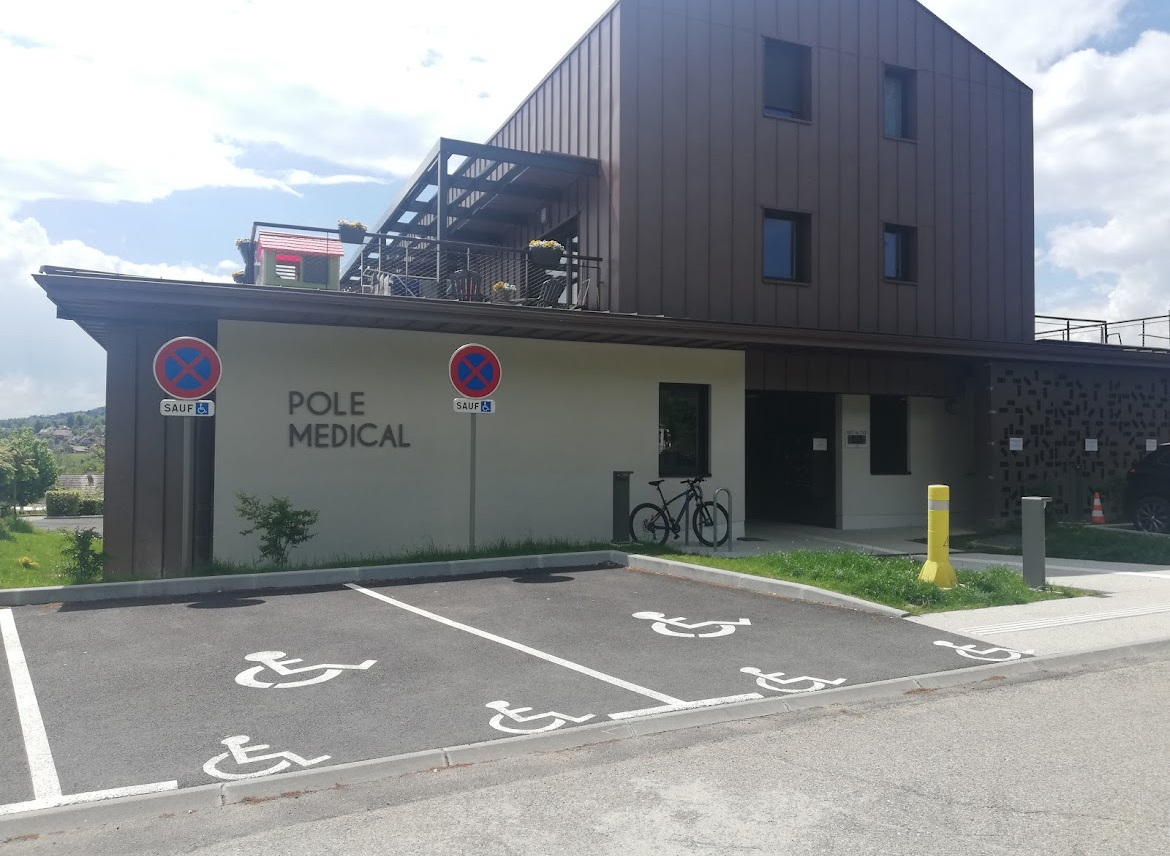
Pôle Santé de Novalaise

La commune compte un pôle de santé regroupant des professionnels de santé : médecin, orthophoniste, kinésithérapeute, dentiste, psychologue, infirmiers, podologues.
La commune possède une pharmacie avec produits biologiques, location matériel médical et guichet de nuit.

## Économie
La commune fait partiellement partie de l'aire géographique de production et transformation du « Bois de Chartreuse », la première AOC de la filière Bois en France,.
On y trouve 36 commerces, 26 artisans, 25 personnels médical (médecins, infirmiers, podologue, etc.).

## Culture locale et patrimoine

### Lieux et monuments

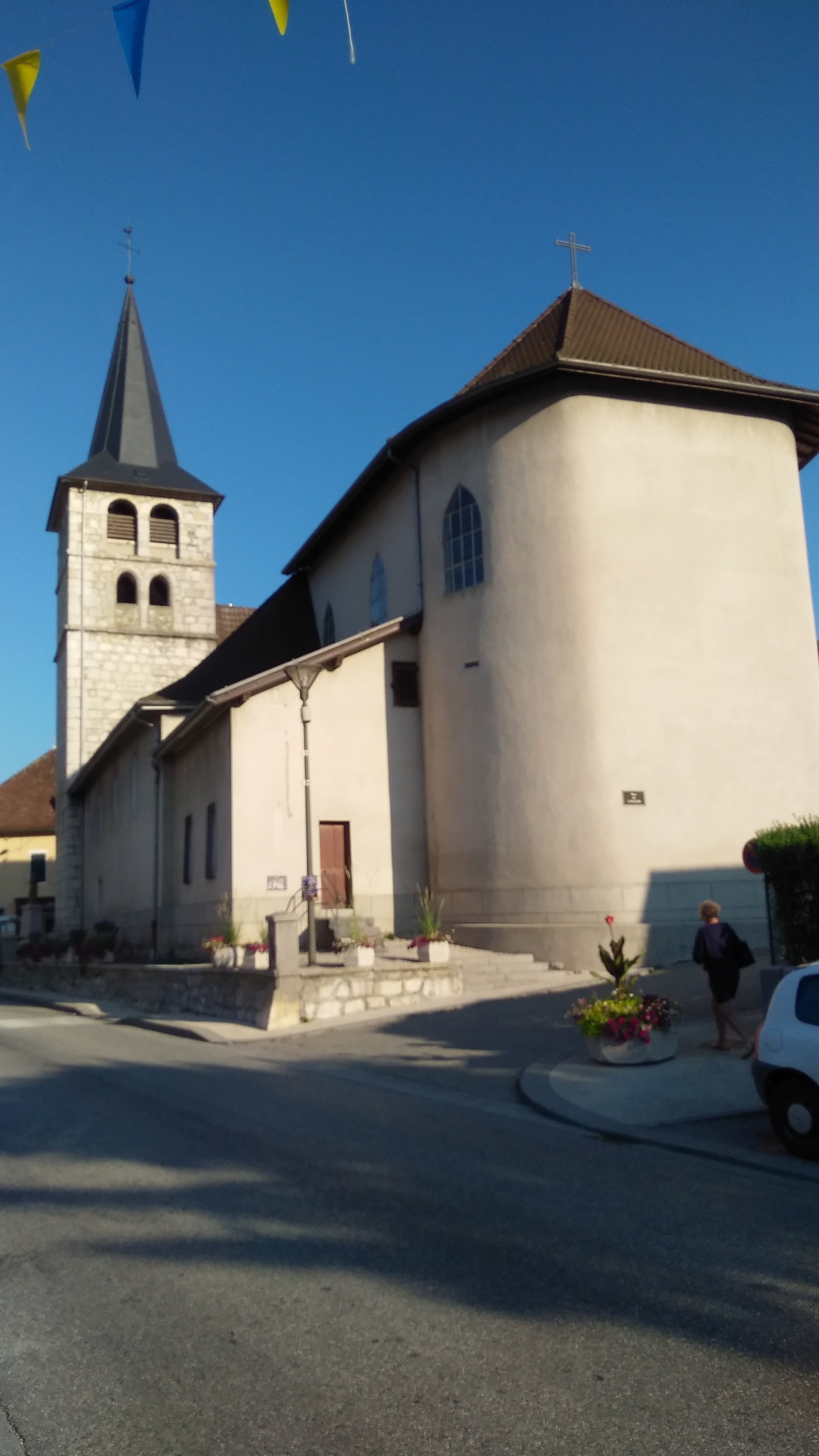
L'église de Saint-Jean-Baptiste.

- L'église Saint-Jean-Baptiste appelée aussi église Saint-Jean de l'Épine[37]. Le bâtiment est cité dans des documents du XIVe siècle, date de construction du clocher, sous le nom Apud Sanctum Johannem de Novalesia[32] ;
- La grange de l'abbaye de Tamié (XVIIe siècle)[37] ;
- Le Château de Montbel, édifié vers le XIe siècle ou le XIIe siècle, contrôlait l'accès au col de la Crusille et détruit vers la fin XVIe siècle lors des conflits opposant la Savoie à la France[48].

### Patrimoine environnemental
- Lac d'Aiguebelette.
- Montagne de L'épine

### Films et/ou Séries lié(e)s à la commune
Film tourné sur la commune en 2005 : La vie est à nous.
Acteurs principaux :Josiane Balasko Éric Cantona Sylvie Testud Michel Muller (humoriste)

Réalisé par : Gérard Krawczyk

### Novalaise et la littérature
La commune est citée dans le roman policier de Jack Chaboud, Le tronc de la veuve. Avec une référence au roman de San-Antonio, Tango chinetoque, qui s'achève dans le lac d'Aiguebelette, près de « Novalaise plage ».